# Трилогія Дойчера
Трило́гія До́йчера — біографічна серія з трьох книг про життя і діяльність Лева Троцького, написана польсько-британським істориком Ісааком Дойчером. До трилогії входять такі книги: «Пророк озброєний, 1879—1921» (англ. The Prophet Armed, 1879–1921; 1954), «Пророк без зброї, 1921—1929» (англ. The Prophet Unarmed; 1959) та «Пророк у вигнанні, 1929—1940» (англ. The Prophet Outcast, 1929—1940; 1963). Робота Дойчера ґрунтується на дослідженні особистого архіву Троцького в Гарвардському університеті. 
Уперше видавалася в Лондоні протягом 1954—1963 років. Трилогія здобула популярність серед широких кіл, а також здійснила значний вплив на формування британських «нових лівих» у 1960-х роках. Критики звертали увагу на письменницький талант автора, але також відзначали очевидно прихильне ставлення до революціонера. Серію перекладено багатьма мовами світу, вона досі зостається одним з найавторитетніших викладів життя Троцького.

## Історія написання
Ісаак Дойчер узявся за масштабну біографію Троцького після Другої світової війни, вже маючи досвід як політичний  журналіст і автор резонансної книги «Сталін: політична біографія» (англ. Stalin: a Political Biography; 1949). На час роботи над трилогією він отримав повний доступ до архіву Троцького в Гарвардському університеті — зокрема до матеріалів останніх років життя (1929–1940), які лишалися закритими для дослідників аж до 1980 року. Перша книга, «Пророк озброєний», що описувала становлення Лева Давидовича як революціонера, побачила світ 1954 року: у період, коли сталіністський виклад радянської історії тільки-но втратив домінантні позиції. Другий том, «Пророк без зброї», вийшов 1959 року і висвітлював драматичне падіння Троцького з вершин влади та його боротьбу з партійною бюрократією у 1920-ті роки. Завершальна частина, «Пророк у вигнанні» (1963), охоплювала останнє десятиліття життя революціонера, проведене в еміграції та нескінченній боротьбі проти сталінізму — аж до його загибелі від рук агента НКВС 1940 року. Трилогія про Троцького разом із попередньою біографією Сталіна стала центральною і найвідомішою працею Дойчера як історика.

## Зміст
Трилогія послідовно охоплює три основні етапи життя Льва Троцького. Назви томів символічно відображають зміну його долі – від злету до падіння і вигнання.

### «Пророк озброєний: 1879–1921»
Перший том описує ранні роки, формування Троцького як марксиста, революцію 1905 року, еміграцію та повернення у 1917-му, а також ключову роль Троцького в Жовтневій революції і Громадянській війні. Кульмінацією є розповідь про перемогу Червоної армії під проводом Троцького та одночасне наростання внутрішніх конфліктів. Книга завершується главою «Поразка в перемозі», де Дойчер показує, що дії самого Троцького на піку могутності – зокрема підтримка політики «воєнного комунізму», заборона опозиційних партій та фракцій у більшовицькій партії – посіяли зерна його майбутньої поразки.

### «Пророк без зброї:  1921–1929»
Другий том охоплює період після Громадянської війни, коли Троцький поступово втрачає владу і вплив. Дойчер детально описує боротьбу Троцького проти зростаючої сталінської бюрократії, формування Лівої опозиції та фракційні суперечки в ВКП(б). Автор підкреслює малочисленність соціальної бази опозиції (всього кілька тисяч з сотень тисяч членів партії) та визнає прорахунки самого Троцького. У фіналі описано, як наприкінці 1920-х Троцький зазнав поразки у владній боротьбі: його позбавили посад, вислали з СРСР у 1929 році, і він опинився фактично без зброї перед обличчям сталінського режиму.

### «Пророк у вигнанні: Троцький 1929–1940»
Третій том присвячений останньому етапу життя Троцького – його вигнанню з Радянського Союзу та поневірянням по світу (Туреччина, Франція, Норвегія, Мексика). Дойчер висвітлює колосальну літературну та політичну діяльність вигнанця: написання історичних творів, спроби згуртувати міжнародну опозицію до сталінізму, заснування Четвертого Інтернаціоналу. Троцький у цей період постає як невтомний «пророк», що застерігає світ про майбутні катастрофи. Зокрема, автор наголошує на далекоглядності Троцького: він одним із перших попереджав про смертельну небезпеку нацизму, неминучість Другої світової війни, загрозу Голокосту та про те, що сталінізм у підсумку призведе до реставрації капіталізму. Одним із драматичних моментів книги є епізод із перебуванням Троцького в Норвегії 1936 року, коли влада вимагала від нього мовчання. Дойчер цитує гнівний лист Троцького до норвезького уряду, у якому він звинувачує його у «першому акті капітуляції перед нацизмом» і пророкує, що «день близько – пам'ятайте це – день близько…», після чого станеться неминуче лихо. Третій том завершується описом убивства Троцького в Мексиці та оцінкою місця Троцького в історії як трагічного пророка революції. Автор майже не торкається інтимного життя героя: наприклад, короткий любовний зв’язок Троцького з художницею Фрідою Кало згадується лише побіжно і дуже делікатно. 

## Критика
Вихід трилогії Дойчера викликав широкий резонанс у наукових та літературних колах, породивши спектр відгуків від захоплення до критики. Багато рецензентів зустріли працю зі схвальними оцінками. Так, історик А. Дж. П. Тейлор відзначив, що Дойчер «розповів цю історію точніше й детальніше, ніж будь-хто раніше», назвавши трилогію «обов'язковою для всіх, хто цікавиться історією Радянської Росії та комунізму». Політолог Леонард Шапіро писав, що Дойчер «повністю віддав належне своєму герою» і «розповів цю історію чудово». Критик Ірвінґ Гау назвав Літературний стиль Дойчера «шекспірівським за своєю якістю».
Гучна критика звучала з боку сталіністського кола, яке закидало авторові «реабілітацію» Троцького, через що Дойчера таврували «єретиком-комуністом». Водночас частина троцькістів теж дорікала Дойчерові, цього разу за надто критичний підхід до «старого» Троцького. Сам автор у передмовах підкреслював, що прагнув «подолати сталіністське викривлення історії» та повернути Троцького його належне місце в революційній історії – але робив це, не замовчуючи прорахунків Лева Давидовича.
Серед лівих критиків трилогії найгостріше висловився колишній соратник Троцького Макс Шахтман, що порвав із марксизмом, ставши соціал-демократом. Він стверджував, що в третьому томі Дойчер навмисно подав спрощений образ вигнанця, який нібито послідовно відчував прихильність до Радянського Союзу та беззастережно вірив, що він рано чи пізно дійде до соціалізму. На думку Шахтмана, це не відповідало справжнім поглядам пізнього Троцького, котрий в останні роки життя радикально критикував сталінську систему і допускав її неминучу загибель або революційне повалення. Шахтман закинув Дойчеру, що той «розщепив» реального Троцького, приписавши частину його найрадикальніших критичних ідей іншій особі (італійському публіцисту Бруно Ріцці), аби зменшити розрив між позиціями Троцького та власними більш оптимістичними поглядами щодо радянської бюрократії. 
Консервативні оглядачі, навпаки, вважали біографію Троцького від Дойчера занадто поблажливою. Наприклад, британський історик Роберт Сервіс у своїй пізнішій книзі «Троцький: біографія» (2009) різко відкинув «симпатизуючий» підхід Дойчера і намагався зобразити Троцького винятково як жорстокого, безжального діяча. Щоправда, згодом ряд рецензентів виявив у книзі Сервіса десятки фактичних помилок та викривлень. 

## Вплив
«Пророча» трилогія Ісаака Дойчера здійснила масштабний вплив на історичну науку і суспільне сприйняття особи Лева Троцького у другій половині XX століття. Фактично, ця праця реабілітувала пам'ять про Троцького на Заході. Як відзначали оглядачі Verso, трилогія «переломила хід сталінської пропаганди» про Троцького та повернула йому належне місце в історії, заручившись високою оцінкою читачів найрізноманітніших поглядів. Серед її поціновувачів, зокрема, був прем'єр-міністр Великої Британії Тоні Блер. 
Тривалий час жоден інший твір після Дойчера не міг усунути його трилогію з позиції головного біографічного дослідження Троцького. Лише наприкінці 1980-х, із відкриттям нових архівних матеріалів, з'явилися серйозні альтернативи ― зокрема, велика біографія Троцького від французького історика-троцькіста П'єра Бруе (1988). Ця праця Бруе вважається мало не головним конкурентом дойчерівської трилогії, і деякі діячі (як от бельгійський марксист Ернест Мандель) навіть визнали, що книга Бруе перевершила Дойчера за повнотою післявоєнних знань. Втім, жодна з пізніших робіт не набула такого ж символічного й широкого впливу.
У 2015 році видавництво Verso випустило всі три томи під однією обкладинкою, назвавши це видання «Пророк: Життя Лева Троцького».